# اولینگن
اولینگن (به آلمانی: Öllingen) یک شهر در آلمان است که در الب-دانو-کریس واقع شده‌است. اولینگن ۵۱۳ نفر جمعیت دارد.